# Kachelstein und Baumburger Wald
Kachelstein und Baumburger Wald war ein gemeindefreies Gebiet im Landkreis Traunstein.
Das ehemalige gemeindefreie Gebiet wurde zum Jahresende 1994 aufgelöst und am 1. Januar 1995 in die Gemeinden Siegsdorf und Inzell eingegliedert. Am 1. Januar 1990 hatte es eine Fläche von 481,82 Hektar.